# Zvláštní administrativní oblasti v Číně

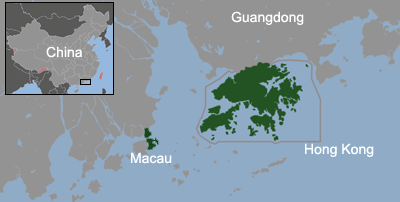
Zvláštní administrativní oblasti ČLR – Macao a Hongkong

Zvláštní administrativní oblast (čínsky v českém přepisu tche-pie-sing-čeng-čchü, pchin-jinem tèbiéxíngzhèngqū, znaky zjednodušené 特别行政区, tradiční 特別行政區) je správní jednotka v Čínské lidové republice (ČLR). V systému členění Čínské lidové republiky patří mezi správní jednotky první (neboli provinční) úrovně, vedle provincií, autonomních oblastí a přímo spravovaných měst. V Čínské lidové republice existují dvě zvláštní administrativní oblasti – Hongkong a Macao. Hongkong byl připojen k ČLR se statusem zvláštní administrativní oblasti roku 1997, Macao o dva roky později.

## Status
Disponují velmi vysokou autonomií. Jejich existenci umožnila ústava Čínské lidové republiky z roku 1982 v článku 31. Čínský parlament tak, v duchu hesla „jedna země, dva systémy“, připravoval znovupřipojení Hongkongu (tehdy britské kolonie) a Macaa (portugalské kolonie) k Číně. Oběma teritoriím bylo zaručeno setrvání jejich ekonomického a právního systému. Toto se však poslední dobou mění a KSČ začíná zde mít zásadní a finální vliv a dosazuje loutkové politiky. Právní systém se mění na ten uplatňovaný KSČ ve zbytku Číny. Základem právního systému oblastí je u obou jejich „Základní zákon“, přijatý Všečínským shromážděním lidových zástupců po obnovení suverenity ČLR nad Hongkongem a Macaem.
Zvláštní administrativní oblasti řeší všechny otázky samostatně, kromě oblasti obrany a zahraniční politiky. Mají soudní systém nezávislý na soudech ČLR.
V oblasti zahraničních vztahů jednají samostatně v otázkách vízové povinnosti, právní pomoci, letectví, vydávání, dohod o dvojím zdanění a dalších. V diplomatických jednáních jich se týkajících mohou mít své zástupce mezi členy delegace ČLR. Samostatně se účastní mezinárodních sportovních soutěží.
V oblastech jsou umístěny posádky čínské Lidové osvobozenecké armády. Armáda ČLR je zodpovědná za obranu oblastí, nevměšuje se do jejich vnitřních záležitostí. Vlády oblastí ji mohou povolat na pomoc v případě potřeby (např. přírodních katastrof).
Postup použitý při začlenění obou oblastí do ČLR navrhuje vláda ČLR i pro budoucí připojení Čínské republiky na Tchaj-wanu.

## Seznam
| Název (čínsky) | Název (čínsky)                          | Počet obyvatel | Hustota osídlení (obyvatel na km²) | Rozloha (km²) |
| český přepis   | znaky zjednodušené (tradiční) pchin-jin | Počet obyvatel | Hustota osídlení (obyvatel na km²) | Rozloha (km²) |
| -------------- | --------------------------------------- | -------------- | ---------------------------------- | ------------- |
| Hongkong       | 香港 (香港) Xiānggǎng                   | 7 498 100      | 6540 (2010)                        | 1 104         |
| Macao          | 澳门 (澳門) Àomén                       | 712 651        | 18 772                             | 29,5          |